# Anthaenantia
Anthaenantia is een geslacht uit de grassenfamilie (Poaceae). De soorten van dit geslacht komen voor in Zuid-Amerika.

## Soorten
De Catalogue of New World Grasses [14 november 2011] erkent de volgende soorten:
- Anthaenantia lanata
- Anthaenantia rufa
- Anthaenantia texana
- Anthaenantia villaregalis
- Anthaenantia villosa